# Río Portoviejo
Río Portoviejo är ett vattendrag i Ecuador.   Det ligger i provinsen Manabí, i den västra delen av landet, 230 km väster om huvudstaden Quito.